# مرسدس-بنز دبلیو۱۲۳
مرسدس-بنز دبلیو۱۲۳ (انگلیسی: Mercedes-Benz W123) یک خودروی شرکتی است که توسط کارخانه آلمانی مرسدس بنز در سالهای ۱۹۷۵ تا ۱۹۸۶ تولید می‌شد.
مدل دبلیو۱۲۳ با ۲٫۷ میلیون دستگاه تولید موفق‌ترین محصول مرسدس بنز است و پس از آن، مرسدس بنز دبلیو۱۱۴ با ۱٫۹ میلیون دستگاه تولید در جایگاه دوم قرار دارد. این خودرو در سال ۱۹۸۵ جایش را به مرسدس بنز دبلیو۱۲۴ داد.
به دلیل واردات فراوان این خودرو از سوی دانشجویان در ایران، به آن لقب بنز دانشجویی را داده‌اند.

## شیوه نامگذاری
طبق معمول، نام مدل‌ها به اندازه موتور، نوع موتور و نوع شاسی مربوط می‌شود:
- سی برای مدل کوپه
- تی برای مدل استیشن واگن
- لانگ (Lang) برای مدل با فاصله بین دو محور بیشتر یا اصطلاحاً مدل درباری
- دی برای مدل مجهز به موتور دیزلی
- توربو برای مدل مجهز به موتور توربودیزل
- ئی برای مدل مجهز به موتور انژکتوری

برای کدهای اتاق خودرو، دبلیو۱۲۳ برای مدل سدان، اس۱۲۳ برای مدل استیشن واگن، سی۱۲۳ برای مدل کوپه، وی۱۲۳ برای مدل درباری و در نهایت اف۱۲۳ برای مدل‌های تبدیل شده به آمبولانس و غیره استفاده می‌شود.

## نگارخانه

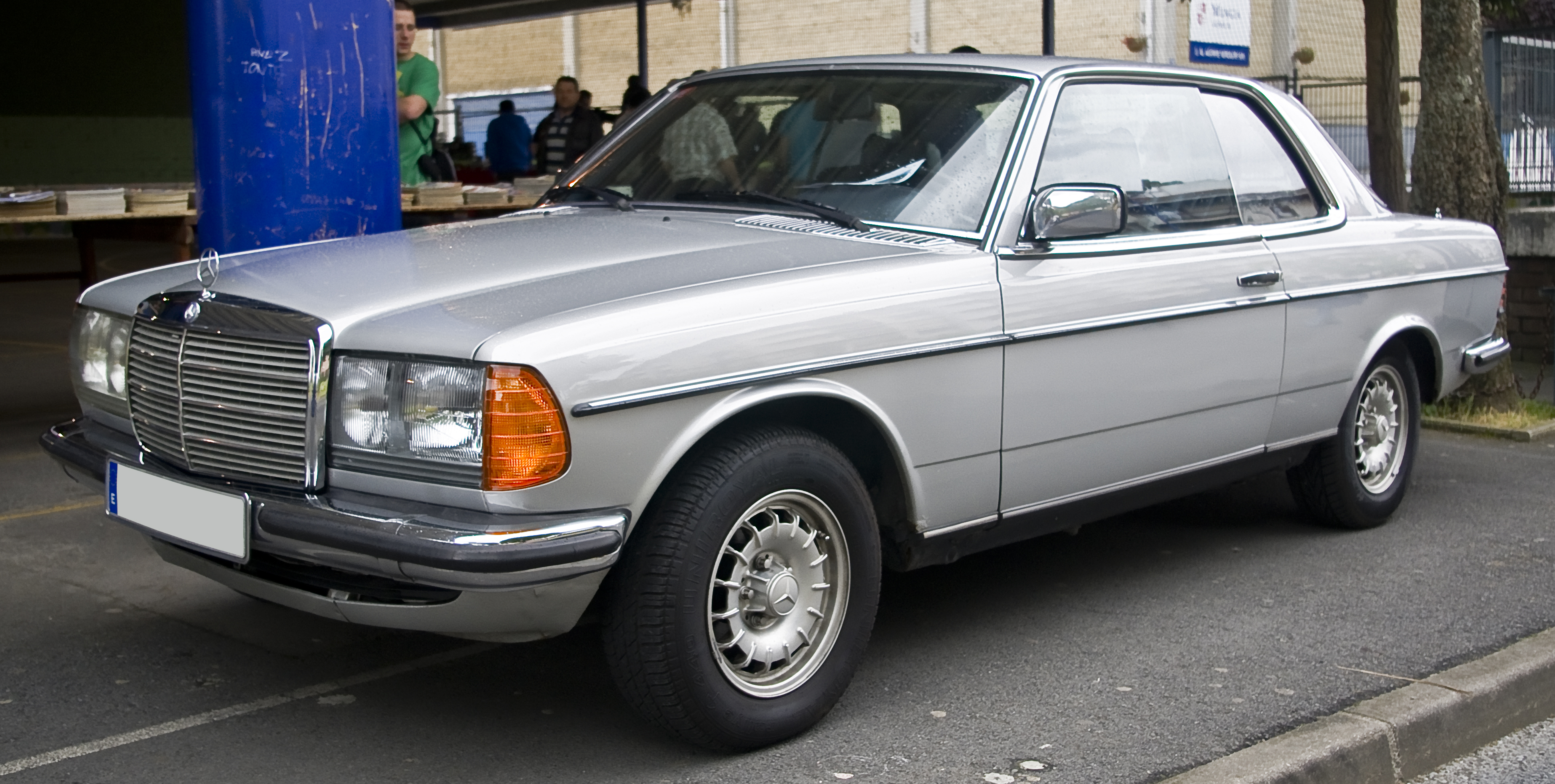
کوپه سفارش اروپا
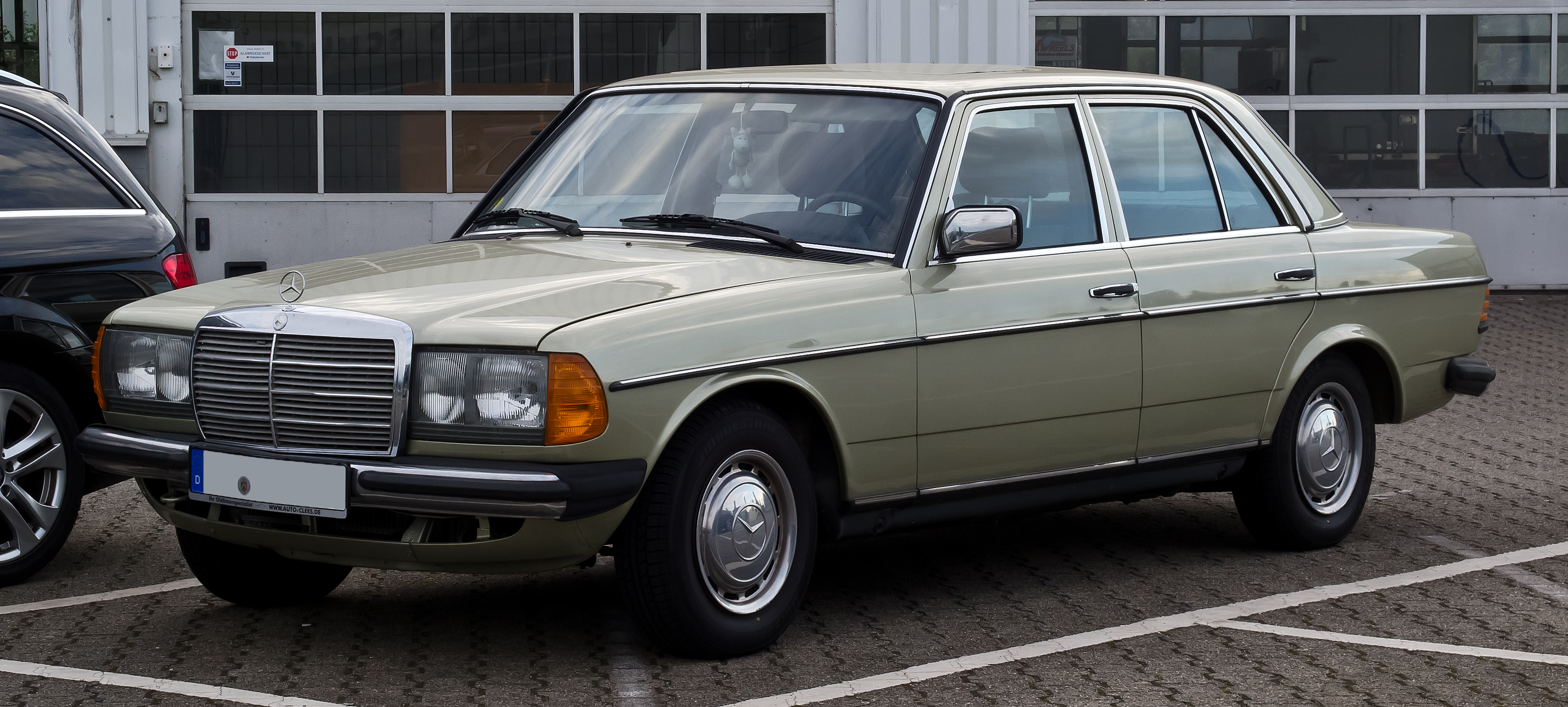
سدان سفارش اروپا
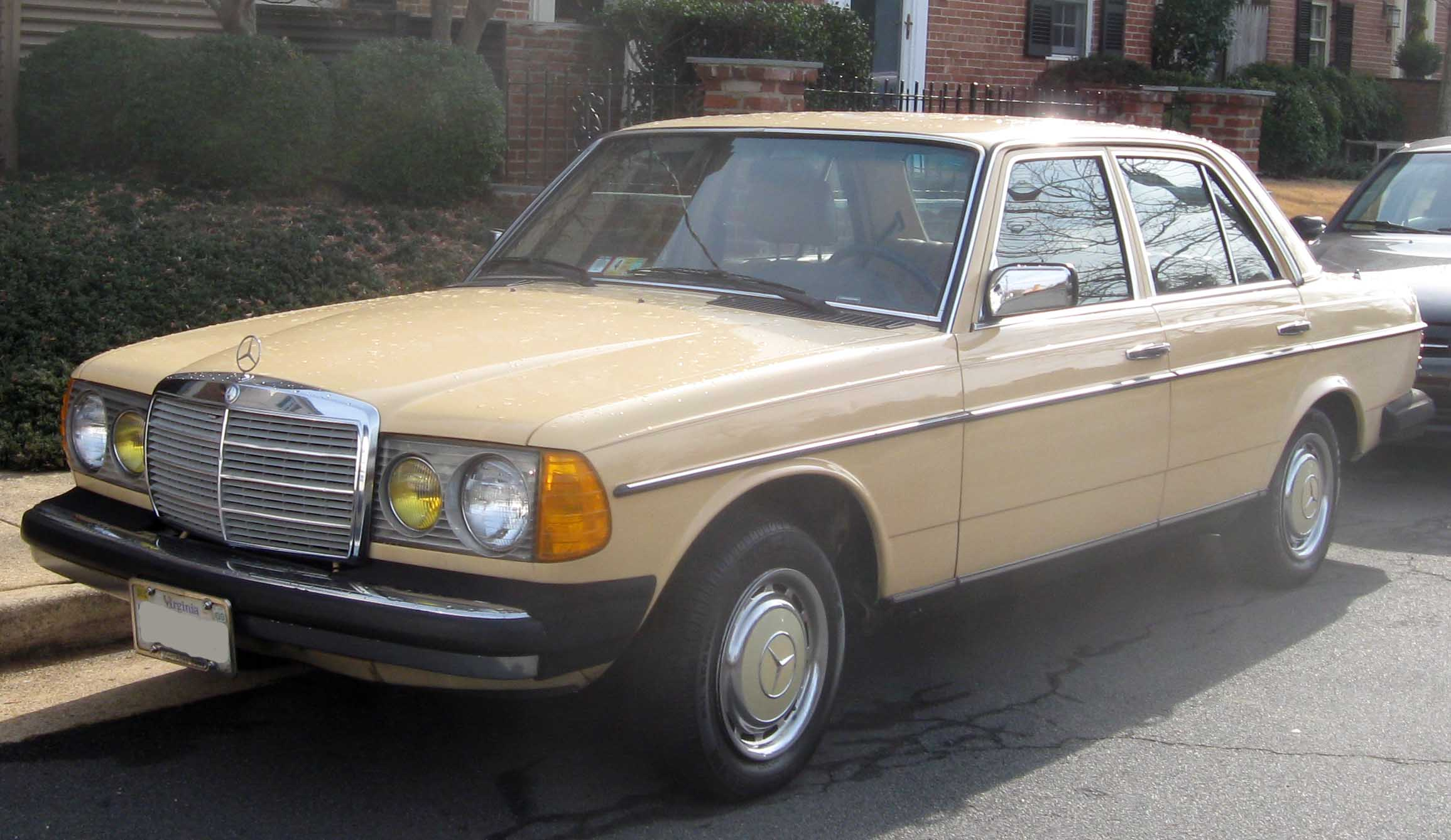
سدان سفارش آمریکا
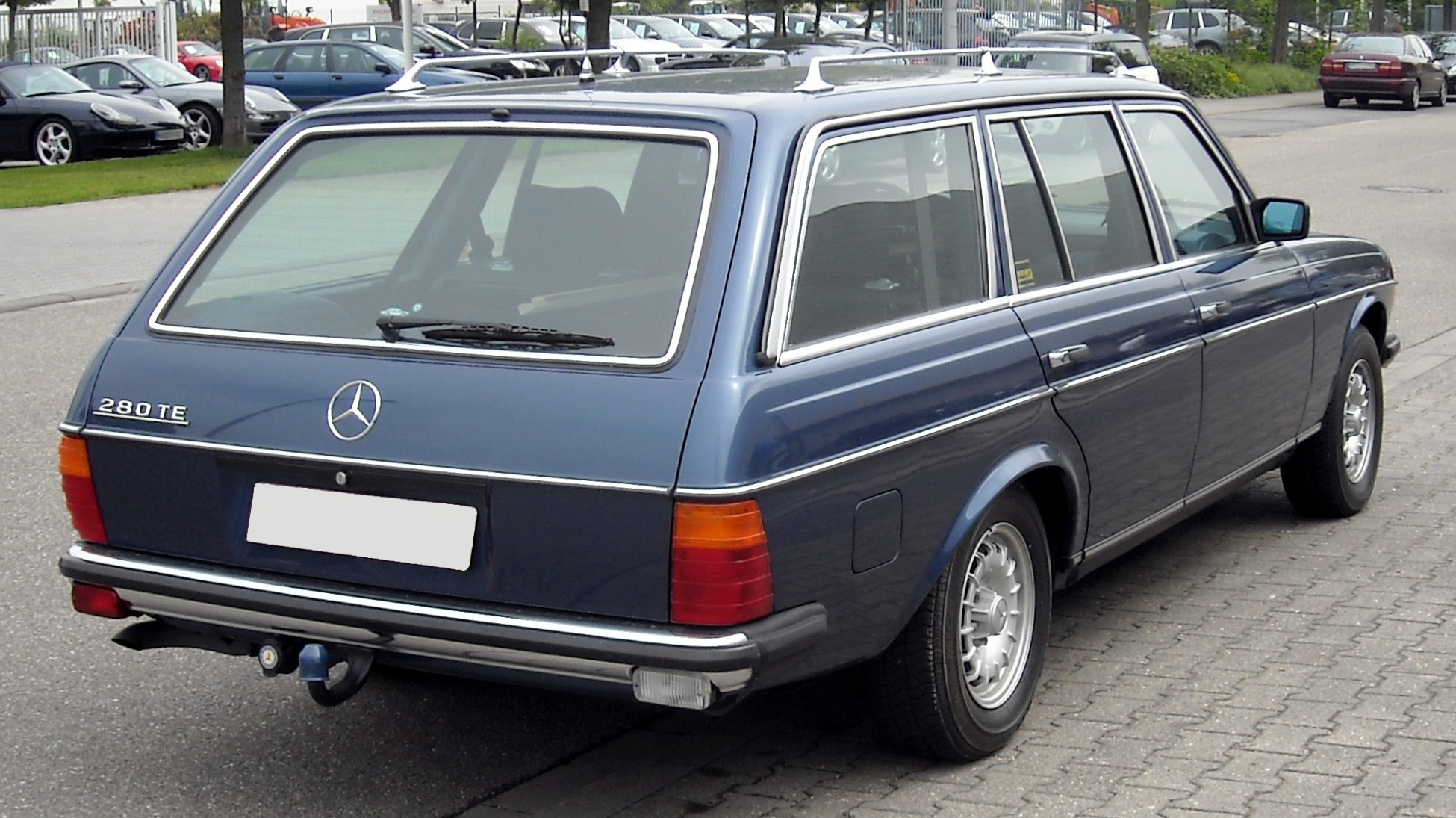
استیشن واگن
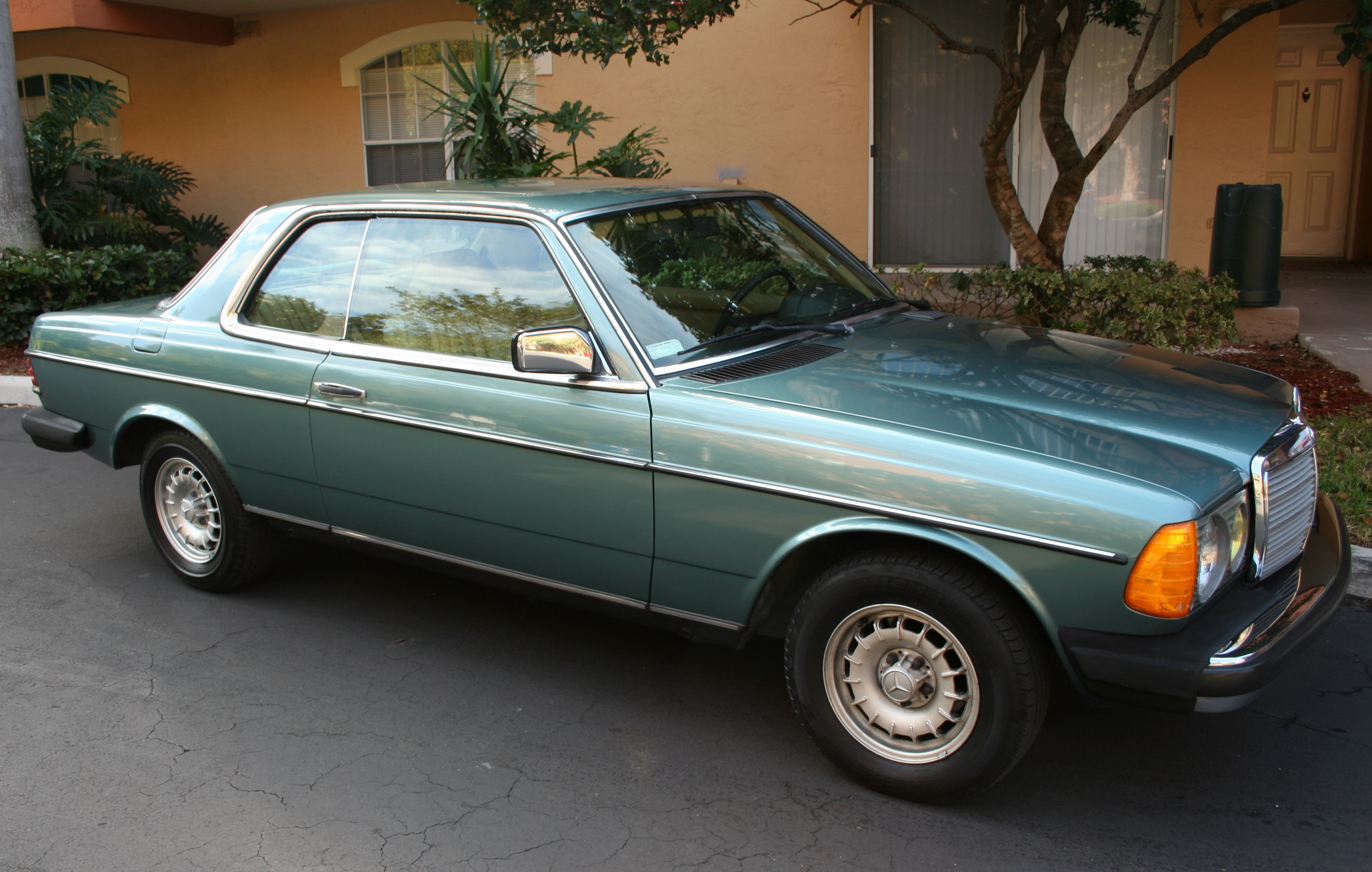
کوپه سفارش آمریکا
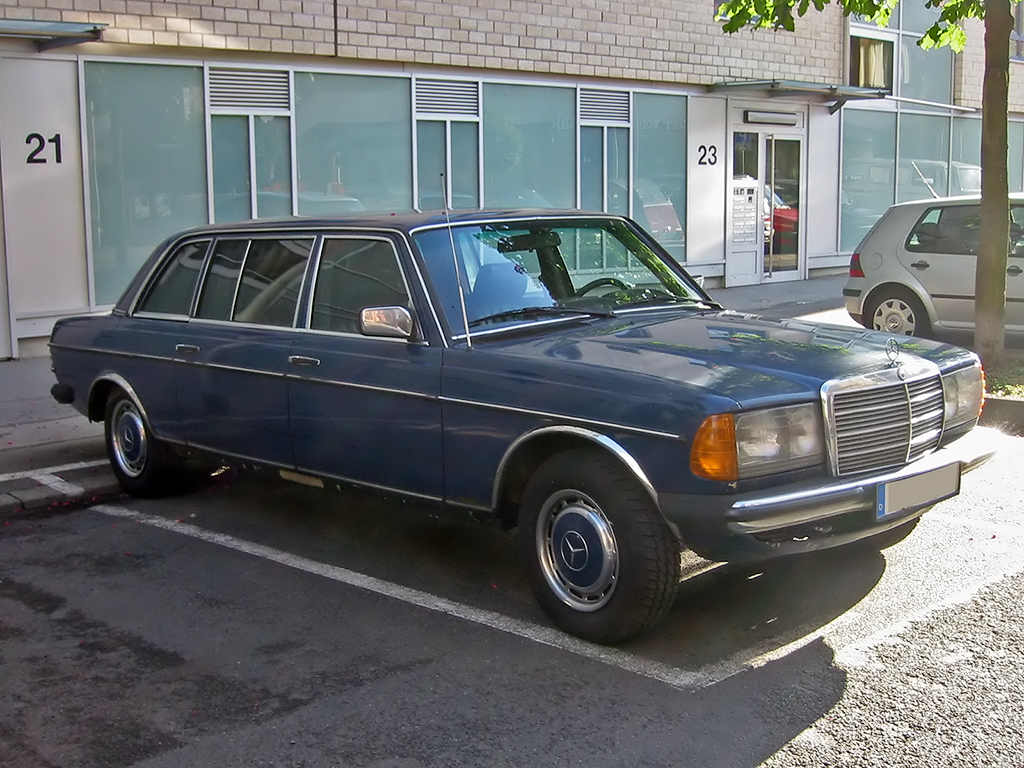
درباری سفارش اروپا